# Élections partielles québécoises de novembre 2015
 (octobre 2015).
Si vous disposez d'ouvrages ou d'articles de référence ou si vous connaissez des sites web de qualité traitant du thème abordé ici, merci de compléter l'article en donnant les références utiles à sa vérifiabilité et en les liant à la section « Notes et références ».

Pancartes électorales dans Saint-Henri–Sainte-Anne

Les élections partielles québécoises de novembre 2015 se déroulent le 9 novembre 2015 dans les circonscriptions de René-Lévesque, Saint-Henri–Sainte-Anne, Fabre et Beauce-Sud. Elles sont annoncées le 6 octobre 2015.

## René-Lévesque
|                                                                                               | Nom              | Parti            | Nombre de voix | %     | Maj.  |
| --------------------------------------------------------------------------------------------- | ---------------- | ---------------- | -------------- | ----- | ----- |
|                                                                                               | Martin Ouellet   | Parti québécois  | 6 548          | 49 %  | 1 334 |
|                                                                                               | Karine Otis      | Libéral          | 5 214          | 39 %  | -     |
|                                                                                               | Dave Savard      | Coalition avenir | 744            | 5,6 % | -     |
|                                                                                               | Claire Du Sablon | Québec solidaire | 652            | 4,9 % | -     |
|                                                                                               | Éric Sirois      | Conservateur     | 118            | 0,9 % | -     |
|                                                                                               | Yan Rivard       | Option nationale | 96             | 0,7 % | -     |
| Total                                                                                         | Total            | Total            | 13 372         | 100 % |       |
| Le taux de participation lors de l'élection était de 39,6 % et 102 bulletins ont été rejetés. |                  |                  |                |       |       |

## Saint-Henri–Sainte-Anne
|                                                                                               | Nom                      | Parti            | Nombre de voix | %      | Maj.  |
| --------------------------------------------------------------------------------------------- | ------------------------ | ---------------- | -------------- | ------ | ----- |
|                                                                                               | Dominique Anglade        | Libéral          | 5 325          | 38,6 % | 1 206 |
|                                                                                               | Gabrielle Lemieux        | Parti québécois  | 4 119          | 29,9 % | -     |
|                                                                                               | Marie-Ève Rancourt       | Québec solidaire | 2 856          | 20,7 % | -     |
|                                                                                               | Louis-Philippe Boulanger | Coalition avenir | 717            | 5,2 %  | -     |
|                                                                                               | Jiab Zuo                 | Vert             | 507            | 3,7 %  | -     |
|                                                                                               | Luc Lefebvre             | Option nationale | 146            | 1,1 %  | -     |
|                                                                                               | Christian Hébert         | Conservateur     | 110            | 0,8 %  | -     |
| Total                                                                                         | Total                    | Total            | 13 780         | 100 %  |       |
| Le taux de participation lors de l'élection était de 23,9 % et 115 bulletins ont été rejetés. |                          |                  |                |        |       |

## Fabre
|                                                                                            | Nom                          | Parti            | Nombre de voix | %      | Maj.  |
| ------------------------------------------------------------------------------------------ | ---------------------------- | ---------------- | -------------- | ------ | ----- |
|                                                                                            | Monique Sauvé                | Libéral          | 5 035          | 44 %   | 1 757 |
|                                                                                            | Jibril Akaaboune Le François | Parti québécois  | 3 278          | 28,6 % | -     |
|                                                                                            | Carla El-Ghandour            | Coalition avenir | 1 674          | 14,6 % | -     |
|                                                                                            | Charles Lemieux              | Québec solidaire | 738            | 6,4 %  | -     |
|                                                                                            | Valérie Doucet               | Option nationale | 420            | 3,7 %  | -     |
|                                                                                            | Kim Raymond                  | Vert             | 160            | 1,4 %  | -     |
|                                                                                            | Jeremy D. Dohan              | Conservateur     | 145            | 1,3 %  | -     |
| Total                                                                                      | Total                        | Total            | 11 450         | 100 %  |       |
| Le taux de participation lors de l'élection était de 23 % et 82 bulletins ont été rejetés. |                              |                  |                |        |       |

## Beauce-Sud
Le 3 novembre se tient un débat organisé par la Chambre de commerce de Saint-Georges réunissant les candidats du PLQ, du PQ, de la CAQ, de QS, de ON et du PCQ
|                                                                                               | Nom             | Parti            | Nombre de voix | %      | Maj.  |
| --------------------------------------------------------------------------------------------- | --------------- | ---------------- | -------------- | ------ | ----- |
|                                                                                               | Paul Busque     | Libéral          | 9 996          | 52,2 % | 3 759 |
|                                                                                               | Tom Redmond     | Coalition avenir | 6 237          | 32,6 % | -     |
|                                                                                               | Renaud Fortier  | Parti québécois  | 1 429          | 7,5 %  | -     |
|                                                                                               | Milan Jovanovic | Conservateur     | 615            | 3,2 %  | -     |
|                                                                                               | Diane Vincent   | Québec solidaire | 405            | 2,1 %  | -     |
|                                                                                               | Vanessa Roy     | Option nationale | 290            | 1,5 %  | -     |
|                                                                                               | Robert Genesse  | Indépendant      | 175            | 0,9 %  | -     |
| Total                                                                                         | Total           | Total            | 19 147         | 100 %  |       |
| Le taux de participation lors de l'élection était de 39,8 % et 195 bulletins ont été rejetés. |                 |                  |                |        |       |